# ベイトゥベイ
ベイトゥベイ (Bay to Bay、2007年3月22日 - ) は、アメリカの競走馬。主な勝ち鞍は2011年の加ナッソーステークス、2009年のナタルマステークス。
引退後は繁殖牝馬として日本に輸入された。

## 戦績
2007年、ケンタッキー州パリスのアデナスプリングズにて出生。父スライゴベイはアイルランド生産のアメリカの競走馬で、2002年に米G1のハリウッドターフカップステークスを制している。母バラはカナダの競走馬で、現役時代に3勝を挙げ、2001年の加G3ナタルマステークス3着の実績を持つ。
2008年9月、キーンランド・イヤリングセールにてロバート・スミッセンが3万5000ドルで落札した。
2009年7月12日、カナダ・ウッドバイン競馬場で開催されたメイドン競走でデビュー。8月14日のメイドン競走で初勝利を挙げた。次走は9月19日にウッドバイン競馬場で開催されるG3・ナタルマステークスに出走。重賞初挑戦ながら、2着ジャングルテイルに3/4馬身差をつけて勝利した。その後はG3のマザリンステークス、アパラチアンステークス、ボイリングスプリングスステークスでいずれも2着、G2・ハニーフォックスステークスで5着と、勝ちきれないながらも重賞戦線での経験を着実に重ねた。
2011年6月4日、ウッドバイン競馬場で開催されたG2・ナッソーステークスで2着ネヴァーリトリートに2馬身差をつけて快勝、2009年のナタルマステークスに勝って以来となる重賞2勝目を挙げた。続くG2・ダンススマートリーステークスはネヴァーリトリートにリベンジされる形で1 1/4馬身差の2着に敗れた。7月30日、サラトガ競馬場で開催されるG1・ダイアナステークスに出走。G1初挑戦ながら、優勝したザゴラの1 1/2 馬身差の3着に好走した。
2012年3月のG2・ハニーフォックスステークスはタピッツフライの2着、現役ラストランとなった4月14日のG1・ジェニーワイリーステークスはデイジーディヴァインの2着に敗れた。

## 繁殖成績
2012年11月、キーンランド・ブリーディングストックセールにて社台ファームに42万5000ドル（当時のレートで約3400万円）で売却された。
2018年6月30日、2番仔のスワーヴアラミス（父ハーツクライ）が3歳未勝利戦を勝ち、産駒初勝利を挙げた。また2020年3月21日には同馬がGIII・マーチステークスを制し、産駒重賞初勝利を挙げた。
|        | 生年   | 馬名               | 性    | 毛色 | 父                 | 馬主                             | 厩舎                                             | 戦績                                                 | 出典   |
| ------ | ------ | ------------------ | ----- | ---- | ------------------ | -------------------------------- | ------------------------------------------------ | ---------------------------------------------------- | ------ |
| 初仔   | 2014年 | レッドプラージュ   | 牝    | 鹿毛 | クロフネ           | （株）東京ホースレーシング       | 栗東・友道康夫                                   | 不出走（抹消）                                       | [ 7 ]  |
| 2番仔  | 2015年 | スワーヴアラミス   | 牡    | 鹿毛 | ハーツクライ       | （株）NICKS                      | 栗東・須貝尚介 →小林・荒山勝徳 →北海道・田中淳司 | 53戦10勝（抹消） (GII) 東海S (GIII) マーチS、エルムS | [ 8 ]  |
| 3番仔  | 2016年 | デッドアヘッド     | 牡→騸 | 鹿毛 | ハーツクライ       | （有）社台レースホース →小橋亮太 | 美浦・牧光二 →川崎・山崎尋美 →盛岡・飯田弘道     | 51戦5勝（抹消）                                      | [ 9 ]  |
| 4番仔  | 2017年 | キッズアガチャー   | 牡    | 鹿毛 | ヴィクトワールピサ | 瀬谷隆雄                         | 栗東・田所秀孝 →水沢・佐藤雅彦                   | 18戦3勝（抹消）                                      | [ 10 ] |
| 5番仔  | 2018年 | フジマサインパクト | 牡    | 鹿毛 | ディープインパクト | 藤原正一                         | 美浦・菊川正達                                   | 32戦4勝（現役）                                      | [ 11 ] |
| 6番仔  | 2019年 | ローラスノビリス   | 牝    | 鹿毛 | ロードカナロア     | （有）社台レースホース           | 栗東・庄野靖志                                   | 11戦1勝（抹消）                                      | [ 12 ] |
| 7番仔  | 2021年 | ダンジュカリユシ   | 騸    | 栗毛 | ダイワメジャー     | 瀬谷隆雄                         | 美浦・加藤征弘 →水沢・佐藤雅彦                   | 15戦1勝（現役）                                      | [ 13 ] |
| 8番仔  | 2022年 | ベイラム           | 牡    | 鹿毛 | サートゥルナーリア | （有）社台レースホース           | 栗東・武英智                                     | 4戦1勝（現役）                                       | [ 14 ] |
| 9番仔  | 2023年 |                    | 牝    | 鹿毛 | ロードカナロア     |                                  |                                                  | （デビュー前）                                       | [ 15 ] |
| 10番仔 | 2024年 |                    | 牡    | 鹿毛 | ジャスタウェイ     |                                  |                                                  |                                                      | [ 16 ] |

- 2025年4月18日現在

## 血統表
| ベイトゥベイ(Bay to Bay)の血統 | ベイトゥベイ(Bay to Bay)の血統                                                                 | ベイトゥベイ(Bay to Bay)の血統                                                                 | （血統表の出典）                                                                               | （血統表の出典） |
| 父系                           | サドラーズウェルズ系                                                                           | サドラーズウェルズ系                                                                           | サドラーズウェルズ系                                                                           | [ § 2 ]          |
| 父 Sligo Bay 1998 鹿毛         | 父の父Sadler's Wells 1981 鹿毛                                                                 | Northern Dancer                                                                                | Nearctic                                                                                       | Nearctic         |
| 父 Sligo Bay 1998 鹿毛         | 父の父Sadler's Wells 1981 鹿毛                                                                 | Northern Dancer                                                                                | Natalma                                                                                        |                  |
| 父 Sligo Bay 1998 鹿毛         | 父の父Sadler's Wells 1981 鹿毛                                                                 | Fairy Bridge                                                                                   | Bold Reason                                                                                    | Bold Reason      |
| 父 Sligo Bay 1998 鹿毛         | 父の父Sadler's Wells 1981 鹿毛                                                                 | Fairy Bridge                                                                                   | Special                                                                                        |                  |
| 父 Sligo Bay 1998 鹿毛         | 父の母Angelic Song 1988 鹿毛                                                                   | Halo                                                                                           | Hail to Reason                                                                                 | Hail to Reason   |
| 父 Sligo Bay 1998 鹿毛         | 父の母Angelic Song 1988 鹿毛                                                                   | Halo                                                                                           | Cosmah                                                                                         |                  |
| 父 Sligo Bay 1998 鹿毛         | 父の母Angelic Song 1988 鹿毛                                                                   | Ballade                                                                                        | Herbager                                                                                       | Herbager         |
| 父 Sligo Bay 1998 鹿毛         | 父の母Angelic Song 1988 鹿毛                                                                   | Ballade                                                                                        | Miss Swapsco                                                                                   |                  |
| 母 Bala 1999 鹿毛              | 母の父With Approval 1986 芦毛                                                                  | Caro                                                                                           | *フォルティノ                                                                                  | *フォルティノ    |
| 母 Bala 1999 鹿毛              | 母の父With Approval 1986 芦毛                                                                  | Caro                                                                                           | Chambord                                                                                       |                  |
| 母 Bala 1999 鹿毛              | 母の父With Approval 1986 芦毛                                                                  | Passing Mood                                                                                   | Buckpasser                                                                                     | Buckpasser       |
| 母 Bala 1999 鹿毛              | 母の父With Approval 1986 芦毛                                                                  | Passing Mood                                                                                   | Cool Mood                                                                                      |                  |
| 母 Bala 1999 鹿毛              | 母の母Muskoka Dawn 1994 鹿毛                                                                   | Miswaki                                                                                        | Mr. Prospector                                                                                 | Mr. Prospector   |
| 母 Bala 1999 鹿毛              | 母の母Muskoka Dawn 1994 鹿毛                                                                   | Miswaki                                                                                        | Hopespringseternal                                                                             |                  |
| 母 Bala 1999 鹿毛              | 母の母Muskoka Dawn 1994 鹿毛                                                                   | April Dawn Marie                                                                               | Baldski                                                                                        | Baldski          |
| 母 Bala 1999 鹿毛              | 母の母Muskoka Dawn 1994 鹿毛                                                                   | April Dawn Marie                                                                               | First of Dawn                                                                                  |                  |
| 母系(F-No.)                    | (FN:42)                                                                                        | (FN:42)                                                                                        | (FN:42)                                                                                        | [ § 3 ]          |
| 5代内の近親交配                | Northern Dancer 3×5、Hail to Reason 5×4（父内）、Almahmoud 5×5（父内）、Buckpasser 4×5（母内） | Northern Dancer 3×5、Hail to Reason 5×4（父内）、Almahmoud 5×5（父内）、Buckpasser 4×5（母内） | Northern Dancer 3×5、Hail to Reason 5×4（父内）、Almahmoud 5×5（父内）、Buckpasser 4×5（母内） | [ § 4 ]          |
| 出典                           | 1. 2. 3. 4.                                                                                    | 1. 2. 3. 4.                                                                                    | 1. 2. 3. 4.                                                                                    | 1. 2. 3. 4.      |